# Adriana Soto
Adriana Angela Estefania Soto (Mendoza, 12 d'abril de 1999) és una jugadora d'hoquei sobre patins argentina.
Davantera, començà a practicar l'hoquei sobre patins als sis anys. S'inicià al Club Maipú-Giol i competí amb el primer equip a la Lliga Nacional A1 argentina, aconseguint un subcampionat (2016), i al Campionat Sud-americà de clubs. La temporada 2021-22 fitxà pel Deportivo Liceo, amb el qual debutà a l'OK Lliga. Dues temporades després s'incorporà al Club Patí Fraga. En la seva primera temporada, guanyà la Lliga de Campions de la WSE, primer títol oficial de l'entitat fragatina, i aconseguí el subcampionat de l'OK Lliga.
Internacional amb la selecció argentina des del 2018, guanyà el campionat del Món celebrat a San Juan el 2022, anotant un gol a la final. També ha aconseguit un Campionat Panamericà (2018) i un Campionat Sud-americà (2019).

## Palmarès
Clubs
- 1 Lliga de Campions de la WSE (2023-24)

Selecció argentina
- 1 medalla d'or als Campionats del Món d'hoquei sobre patins (2022)
- 1 medalla d'argent als Campionats del Món d'hoquei sobre patins (2019)
- 1 medalla d'or als Campionats Panamericans d'hoquei sobre patins (2018)
- 1 medalla d'or als Campionats Sud-americà d'hoquei sobre patins (2019)